# 蝌蚪龐鯰
蝌蚪龐鯰，為輻鰭魚綱鯰形目粒鯰科的其中一種，為熱帶淡水魚，分布於亞洲湄南河上游流域，體長可達10公分，棲息在底層水域，以甲殼類及有機碎屑為食，生活習性不明。